# Jurij Sawiczew
Jurij Nikołajewicz Sawiczew, ros. Юрий Николаевич Савичев (ur. 13 lutego 1965 w Moskwie) – rosyjski piłkarz, grający na pozycji pomocnika, a wcześniej napastnika, reprezentant ZSRR, trener piłkarski. Jego brat-bliźniak Nikołaj również profesjonalny piłkarz.

## Kariera piłkarska

### Kariera klubowa
Wychowanek klubów Sojuz Moskwa i FSzM Moskwa. W 1984 rozpoczął karierę piłkarską w drużynie rezerw Torpeda Moskwa. W następnym roku debiutował w pierwszej drużynie. W lipcu 1990 wyjechał za granicę, gdzie następnie bronił barw greckiego Olympiakos SFP. W maju 1992 odszedł z Olympiakosu, tak jak klub nie wykonywał warunki kontraktu. W lipcu 1992 przeniósł się do Niemiec, gdzie po dwóch sezonach w 1. FC Saarbrücken w lipcu 1994 zasilił skład FC St. Pauli. W 2000 zakończył karierę piłkarską.

### Kariera reprezentacyjna
W latach 1987–1988 występował w olimpijskiej reprezentacji ZSRR. W 1988 na Letnich Igrzyskach Olimpijskich w Seoule w meczu finałowym z Brazylią w czasie dodatkowym przy wyniku 1:1 zdobył decydującą bramkę.
19 października 1988 debiutował w reprezentacji ZSRR w towarzyskim meczu z Austrią (2:0). Łącznie rozegrał 8 meczów.

## Kariera trenerska
Po zakończeniu kariery piłkarskiej rozpoczął pracę trenerską. Pomaga trenować niemiecki klub Niendorfer TSV.

## Sukcesy i odznaczenia

### Sukcesy klubowe
- brązowy medalista Mistrzostw ZSRR: 1988
- zdobywca Pucharu ZSRR: 1986
- zdobywca Pucharu Grecji: 1992

### Sukcesy reprezentacyjne
- Złoty medalista Igrzysk Olimpijskich: 1988

### Sukcesy indywidualne
- wybrany do listy 33 najlepszych piłkarzy ZSRR: Nr 2 (1986, 1988), Nr 3 (1987)
- członek Klubu Grigorija Fiedotowa: 101 goli
- nominowany w kategorii „Za najlepszy gol sezonu”: 1988

### Odznaczenia
- tytuł Mistrza Sportu ZSRR: 1986
- tytuł Zasłużonego Mistrza Sportu ZSRR: 1989
- Order Honoru